# Jean de Galles
Jean de Galles, OFM (en anglais : John of Wales), né au pays de Galles au XIIIe siècle, mort à Paris en 1285, est un franciscain, philosophe et théologien gallois.

## Œuvres
Jean de Galles est l'auteur d'une compilation de décrétales et d'autres textes de droit canonique. D'abord connue sous le nom de Decretales mediae ou Decretales intermediae, la compilation devient la Compilatio secunda des Quinque compilationes antiquae.
Jean de Galles est aussi l'auteur :
- du Breviloquium de philosophia, sive sapientia sanctorum, un bref traité de philosophie ;
- du Compendiloquium, un compendium d'histoire de la philosophe ;
- du Communiloquium ou Summa collationum, un manuel de conversation pour les clercs et prédicateurs.
  - Reproduction digitale de l'édition incunable de Cologne 1472
  - Reproduction digitale de l'édition incunable d'Ulm 1481
  - Reproduction digitale de l'édition incunable de Strasbourg 1489
  - Transcription de l'édition d'Augsburg 1475
- du Tractatus de Penitentia, vers 1285, où apparaît une des plus anciennes références au démon Titivillus, censé parsemer d'erreurs le travail des copistes.